# Charles Stirnimann
Charles Stirnimann (* 1954) ist ein Schweizer Historiker.

## Leben
Nach einer Berufslehre als Buchhändler und mehreren Jahren Berufstätigkeit absolvierte er 1982 die eidgenössische Matura und studierte in Basel und Paris Geschichte und Französische Philologie (Lizentiat 1987). Seine Dissertation zur politischen Sozialgeschichte in Basel in den Jahren 1942–1948 wurde 1992 mit dem Amerbach-Preis ausgezeichnet. Von 1992 bis 1993 war Stirnimann Stellvertretender Leiter der Abteilung Kultur im Erziehungsdepartement des Kantons Basel-Stadt. Von 1993 bis 2017 leitete er das Amt für Ausbildungsbeiträge des Kantons Basel-Stadt; von 2001 bis 2016 war er zudem Präsident der Interkantonalen Stipendienkonferenz (IKSK).
Seine Forschungsschwerpunkte liegen im Bereich Basler und Schweizer Sozial- und Kulturgeschichte.
Charles Stirnimann ist verheiratet mit der Historikerin, Lehrerin und Politikerin Monika Schib Stirnimann.

## Publikationen (Auswahl)
- Die ersten Jahre des „Roten Basel“ 1935–1938. Zielsetzungen und Handlungsspielräume sozialdemokratischer Regierungspolitik im Spannungsfeld von bürgerlicher Opposition und linker Kritik, Basel 1988 (Lizentiatsarbeit; 2. Aufl. 1989)
- Der Weg in die Nachkriegszeit 1943–1948. Ein Beitrag zur politischen Sozialgeschichte des „Roten Basel“, Basel 1992 (Dissertation)
- (mit Aram Mattioli) Die Rückeroberung der Strasse für Gott. Innenansichten zur Sozial- und Mentalitätsgeschichte der Basler Katholiken in der Epoche des Ersten Weltkrieges, in: Bernard Degen et al.: Fenster zur Geschichte, Basel 1992, S. 277–305
- (mit Rolf Thalmann und Monika Schib Stirnimann) Weltformat. Basler Zeitgeschichte im Plakat, Basel 2001
- Vom Sputnikschock zum Stipendienkonkordat. Anmerkungen zur schweizerischen Politik der Ausbildungsförderung, 2010 (online; PDF; 828 kB)
- Baumeister des Roten Basel. Fritz Hauser (1884–1941) in seiner Zeit, Basel: Christoph Merian Verlag, 2021, ISBN 978-3-85616-955-8